# Isla Grande (San Juan)

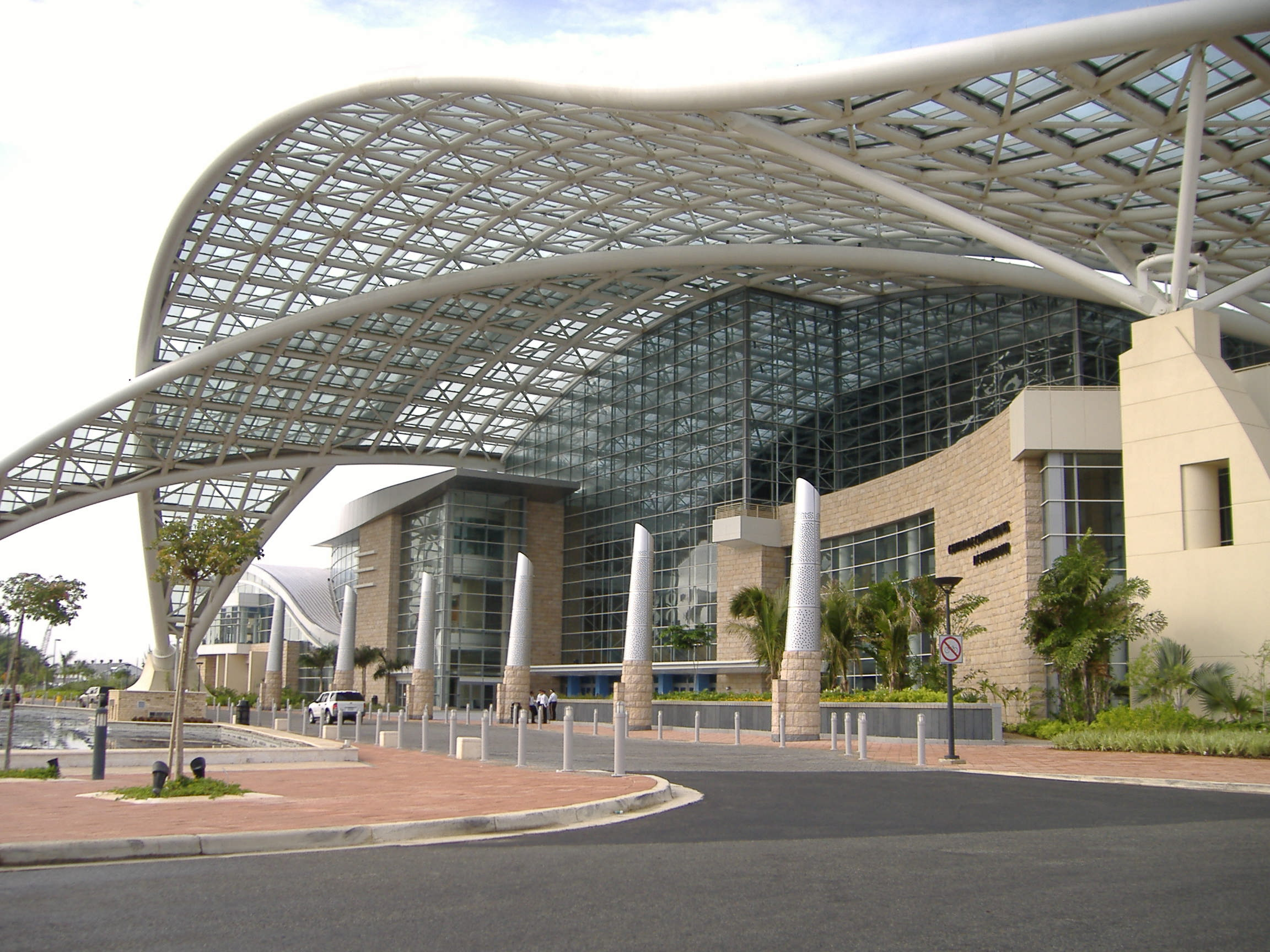
L'ingresso del Centro Congressi di Porto Rico, a Isla Grande

Isla Grande (in italiano: "l'isola grande") è un quartiere della circoscrizione di Santurce, a San Juan, in Porto Rico.
Localizzato nell'estremità occidentale di Santurce, con i suoi 2,04 km² è il quartiere più esteso della circoscrizione, con una popolazione che nel 2000 raggiungeva i 753 abitanti. In seguito alla costruzione del moderno Centro Congressi di Porto Rico il quartiere viene oggi spesso chiamato Puerto Rico Convention Center.
L'aeroporto Fernando Luis Ribas Dominicci e il Puerto de San Juan si trovano a Isla Grande.